# Alexis Elk River 233
Alexis Elk River 233 är ett reservat i Kanada.   Det ligger i provinsen Alberta, i den centrala delen av landet, 3 000 km väster om huvudstaden Ottawa.
I omgivningarna runt Alexis Elk River 233 växer i huvudsak barrskog. Trakten runt Alexis Elk River 233 är nära nog obefolkad, med mindre än två invånare per kvadratkilometer.